# Keshorn Walcott
Keshorn Walcott, född den 2 april 1993, är en friidrottare från Trinidad och Tobago som tävlar i spjutkastning.
Säsongen 2012 vann Walcott först Juniorvärldsmästerskapen i Barcelona, för att senare under sommaren följa upp med ett olympiskt guld i London på det nya nationsrekordet 84,58 meter. Med detta blev han den yngste olympiska mästaren i spjutkastning någonsin.